# Gaurax luteicornis
Gaurax luteicornis är en tvåvingeart som först beskrevs av Malloch 1931.  Gaurax luteicornis ingår i släktet Gaurax och familjen fritflugor. Inga underarter finns listade i Catalogue of Life.